# Scarlat Pastia
Scarlat Pastia (n. 24 septembrie/6 octombrie 1827, Nicorești, Tecuci, Moldova – d. 11/24 decembrie 1900, Iași, România) a fost un jurist și filantrop român, care a îndeplinit funcția de primar al municipiului Iași între anii 1877-1879.

## Biografie
Scarlat Pastia s-a născut la data de 24 septembrie 1827, în comuna Nicorești din județul Galați. A venit în orașul Iași la vârsta de 12 ani, aici efectuându-și studiile liceale și universitare, devenind avocat. Grație culturii și inteligenței sale, Scarlat Pastia a avut acces la cele mai înalte demnități politice.
Din veniturile obținute ca avocat, Scarlat Pastia a deținut un hotel reprezentativ pentru Iași și mai multe magazine în Piața Unirii și pe străzile Arcu și Lăpușneanu. Deși magazinele îi aduceau un profit considerabil, primarul a decis să le demoleze pentru a ridica un teatru național. Proiectul nu a fost realizat însă, iar în locul edificiului cultural, a ridicat Hotelul Traian. Cheltuielile de construcție a hotelului au fost foarte mari și practic l-au ruinat. A pierdut în final cele două hoteluri pe care le-au câștigat creditorii săi, însă a primit o cameră și o masă gratuită zilnică la restaurantul Hotelului Traian.
Scarlat Pastia și-a pus averea și puterea de muncă în slujba dezvoltării și înfloririi orașului său de adopție, Iași. S-a îndatorat atât de mult, încât a pierdut toată averea. El a donat în anul 1868 proprietatea sa din dealul Tătărași pentru înființarea primului cimitir municipal din Iași – „Eternitatea”, deschis pe 1 septembrie 1876. El a ctitorit și Biserica „Sf.Gheorghe” din Cimitirul „Eternitatea”, sfințită în anul 1875.
Scarlat Pastia a îndeplinit funcția de primar al Iașului în perioada 11 ianuarie 1877 - 24 aprilie 1879. În această perioadă, el a renunțat la salariul care i se cuvenea. A făcut parte din comitetul care a reușit să reclădească Catedrala Mitropolitană din Iași, a cărei construcție fusese începută în anul 1833 de către mitropolitul Veniamin Costache, dar care, în urma prăbușirii în anul 1839 a cupolei mari, a stat în ruină până în 1880.
Printre altele, el a făcut importante donații Universității „Al. I. Cuza” și Societății „Reuniunea Femeilor Române” din Iași, și a trimis, pe cheltuiala sa, la Paris, tineri pentru studii înalte. S-a implicat și în rezolvarea problemei alimentării cu apă a orașului, construind, tot pe banii lui, fântânile din cartierele Nicolina, Frumoasa și Socola, în vremuri când Iașul era lipsit de apă potabilă. El este și autorul primului studiu cu privire la sistemul de apă potabilă din Iași, cu titlul Despre originea apelor în Iași și lucrările privitoare la îndestularea cu apă, 1677-1896 și a articolelor publicate în Ecoul Moldovei (1896) sub genericul Chestiunea apei în Iași.
În februarie 1888, Teatrul cel Mare din Copou fiind distrus până la temelii de un incendiu, Scarlat Pastia a amenajat restaurantul din curtea Hotelului „România”, al cărui proprietar era, transformându-l într-o sală de spectacole deschisă în 1889. În această sală, cunoscută ca Teatrul „Pastia” sau sala „Pastia”, au continuat spectacolele teatrului ieșean, până la construirea noului edificiu, în 1896.
Scarlat Pastia a trecut în neființă la data de 11 decembrie 1900 în orașul Iași, fiind înmormântat în Cimitirul "Eternitatea", în cavoul unchiului său, Alexandru Sturzescu. La trecerea lui în neființă, ziarul "Prietenii poporului" l-a caracterizat astfel: ... bun patriot, corect, cinstit, filantrop, adevărat prieten binefăcător al poporului român, Scarlat Pastia a fost primar al Iașului fără leafă.

## Lucrări publicate
- Despre originea apelor din Iași și lucrările pentru îndestularea lui cu apă (1677-1896), Iași, 1897, 68 p.